# Машинопись (альбом)
| Оценки критиков            | Оценки критиков |
| Источник                   | Оценка          |
| -------------------------- | --------------- |
| InterMedia                 | [ 1 ]           |
| KM.RU                      | без оценки      |
| Александр Горбачёв (Афиша) | [ 3 ]           |

«Маши́нопись», также «Машинопись: Машина Времени Трибьют 1969—2009» — альбом-трибьют российской рок-группе «Машина времени», записанный в 2009 году.
Выпуск альбома приурочен к 40-летию «Машины времени», поэтому изначально в альбом вошло 40 композиций, сам альбом издан на двух CD.
Однако в 2010 году трибьют был переиздан на трёх CD. Состав треков первых двух дисков в данном издании был изменён. В частности, в состав 1-го CD дополнительно была включена кавер-версия на песню «Поворот» в исполнении группы «После 11». В состав 2-го CD — кавер-версия на песню «Поворот» в исполнении группы «Mordor» и кавер-версия на песню «Рыбка в банке» в исполнении группы «Самое большое простое число».
В состав 3-го CD было включено 3 кавер-версии и 7 ремиксов.
Таким образом, общее количество кавер-версий на трибьюте, за исключением ремиксов, составило 46.
Композиция «Наш дом» впоследствии вошла в сборник группы «Браво» — «Unrealised» (2018).

## Список композиций

### CD 1
| №   | Название                                                                               | Длительность |
| --- | -------------------------------------------------------------------------------------- | ------------ |
| 1.  | «Алиса — Чёрно-белый цвет» (в переиздании на 3 CD отсутствует)                         | 3:40         |
| 2.  | «Ундервуд — Старый корабль»                                                            | 3:41         |
| 3.  | «Александр Градский — Посвящение «Машине времени»» (в переиздании на 3 CD отсутствует) | 6:15         |
| 4.  | «Аквариум — Вверх»                                                                     | 5:20         |
| 5.  | «Муха — Ночь»                                                                          | 3:39         |
| 6.  | «Чиж & Co — Эти реки никуда не текут»                                                  | 4:12         |
| 7.  | «Жанна Агузарова — Синяя птица»                                                        | 2:56         |
| 8.  | «Конец фильма — Она идёт по жизни смеясь»                                              | 2:43         |
| 9.  | «Максим Леонидов — Кого ты хотел удивить?»                                             | 4:14         |
| 10. | «Пилот — Костёр»                                                                       | 3:36         |
| 11. | «Браво — Наш дом»                                                                      | 4:05         |
| 12. | «Воскресение — Флаг над замком»                                                        | 3:16         |
| 13. | «Моральный кодекс — Ты или я»                                                          | 4:23         |
| 14. | «группа Стаса Намина Цветы — Я сюда ещё вернусь»                                       | 3:55         |
| 15. | «Евгений Гришковец, Бигуди и Ренарс Кауперс — Знаю только я»                           | 5:16         |
| 16. | «Uma2rmaH — Свеча»                                                                     | 3:46         |
| 17. | «Николай Фоменко и Бобры — Проводница»                                                 | 2:51         |
| 18. | «Валерий Сюткин — Однажды мир прогнётся под нас»                                       | 2:54         |
| 19. | «Високосный Год — Музыка под снегом»                                                   | 4:54         |
| 20. | «Чайф — Шанхай-Блюз»                                                                   | 3:41         |

### CD 2
| №   | Название                                                               | Длительность |
| --- | ---------------------------------------------------------------------- | ------------ |
| 1.  | «Ляпис Трубецкой — Скворец»                                            | 3:30         |
| 2.  | «Бумбокс — Звёзды не ездят в метро»                                    | 3:23         |
| 3.  | «Zdob și Zdub — Необычайно грустная песня, или Телега»                 | 5:09         |
| 4.  | «Cabernet Deneuve — Старый корабль»                                    | 3:20         |
| 5.  | «Х.. забей! feat. Марья Искусница — Блюз о безусловном вреде пьянства» | 4:07         |
| 6.  | «Сергей Шнуров и Рубль — День гнева»                                   | 2:09         |
| 7.  | «Billy’s Band — За тех, кто в море»                                    | 5:00         |
| 8.  | «Каста feat. DJ Хобот- Однажды мир прогнётся под нас»                  | 2:47         |
| 9.  | «Сурганова и оркестр — Весь мир сошёл с ума»                           | 4:38         |
| 10. | «Музыкальный коллектив Петра Налича — Она идёт по жизни смеясь»        | 2:02         |
| 11. | «Migloko — Не дай мне упасть»                                          | 2:23         |
| 12. | «Ирина Сурина и Тимур Ведерников — Всегда одинок»                      | 4:04         |
| 13. | «Сплин — Это было так давно»                                           | 4:21         |
| 14. | «Агата Кристи — Он был старше её» (в переиздании на 3 CD отсутствует)  | 5:17         |
| 15. | «Александр Ф. Скляр — Марионетки»                                      | 5:26         |
| 16. | «СерьГа feat. Гарик Сукачёв — Гимн забору»                             | 2:23         |
| 17. | «Тараканы! — Скачки»                                                   | 2:47         |
| 18. | «Илья Лагутенко и Aeronautica — Полный штиль»                          | 4:41         |
| 19. | «Братья Грим — Свеча»                                                  | 4:58         |
| 20. | «Animal ДжаZ — Круги на воде»                                          | 5:03         |
| 21. | «Mordor — Поворот» (после переиздания присутствует на 1 CD)            | 3:33         |

### CD 3
| №   | Название                                                                        | Длительность |
| --- | ------------------------------------------------------------------------------- | ------------ |
| 1.  | «Город 312 — За тех, кто в море»                                                | 3:15         |
| 2.  | «Вячеслав Бутусов и Ю-Питер — Ты или я»                                         | 2:40         |
| 3.  | «Сергей Бабкин — Пой»                                                           | 5:42         |
| 4.  | «Конец фильма — Она идёт по жизни смеясь (Latrack UnderFriki Mix)»              | 4:03         |
| 5.  | «Муха — Ночь (Latrack UnderFriki Mix)»                                          | 3:48         |
| 6.  | «СерьГа feat. Гарик Сукачёв — Гимн забору (Latrack UnderFriki Mix)»             | 3:49         |
| 7.  | «Ундервуд — Старый корабль (Latrack UnderFriki Mix)»                            | 3:54         |
| 8.  | «Zdob și Zdub — Необычайно грустная песня, или Телега (Latrack UnderFriki Mix)» | 4:17         |
| 9.  | «Migloko — Не дай мне упасть (Latrack UnderFriki Mix)»                          | 3:56         |
| 10. | «Жанна Агузарова — Синяя птица (Latrack UnderFriki Mix)»                        | 4:01         |